# گیلبرتو ماسینا
گیلبرتو ماسینا (به پرتغالی: Gilberto Macedo da Macena) مهاجم اهل برزیل است که در شهر ریودو ژانیرو و در تاریخ ۱ آوریل ۱۹۸۴ به دنیا آمده‌است.
گیلبرتو ماسینا در تیم‌های فوتبال Comercial (SP) سابقهٔ حضور دارد.